# ميخال ليب كاتس
ميخال ليب كاتس (1846 - 5 أكتوبر 1922)، من المستوطنين الصهاينة الأوائل، أحد مؤسسي مستعمرة بتاح تكفا، ساعد المستعمرات التي أنشأها أهل الأول والعليا الثانية، شرع في بناء أحياء خارج أسوار القدس، فسميت شوارع في بتاح تكفا والقدس باسمه.

## حياته

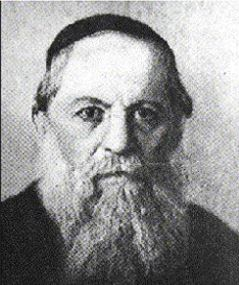

ولد كاتس في مدينة كاري في رومانيا الحالية ودرس في مدرسة موشيه شيك الدينية، وهاجر إلى فلسطين في سن 17 عامًا مع حاخامه توفيا جداليا فرويند. عندما نزل كاتس من السفينة إلى القارب المؤدي إلى ميناء يافا بدأ رجال المراكب بابتزاز الأموال من الركاب من خلال التهديد بإلقاء أمتعتهم في البحر. وسرق كاتس مجذافًا من السفينة العربية وبدأ بالصراخ عليه باللغة الهنغارية، ووصل القارب إلى يافا دون دفع أي مبلغ إضافي.
درس كاتس في مدرسة إيتز حاييم الدينية، وتزوج من ريبيكا ابنة رئيس المدرسة الدينية موشيه نحميا كوهانيو، الذي توفي أثناء ولادة ابنته الأولى. في عام 1875 تزوج مرة أخرى من برادل فايسنشتاين، أخت زوجة ديفيد جوتمان، وانتقل إلى يافا.
بمساعدة حاييم أمزلاغ، تلقى كاتس من الحكومة التركية ضريبة الإيجار، والتي تم جمعها عن كل عربة كانت تسافر على طريق القدس - يافا. وقام بتحويل جزء من دخله إلى المحتاجين عن طريق مجموعة من اليهود المحترمين.
بدأت صداقته مع يهوشوع ستامفر عندما رأى كاتس يحمي صاحب متجر يهودي من 3 جنود أتراك بيد واحدة، بينما كان يمسك باليد الأخرى كيس الطليت والتيفيلين. أخذ ستامفر منه الطليت والتيفيلين، فضربهما بكلتا يديه حتى غادرا.
لقد كان منشغلاً في معظم سنوات حياته بمهمة استيطان فلسطين: تأسيس ومساعدة المستعمرات واسترداد الأرض. في عام 1883 استقر في ريشون لتسيون وأقام علاقات عمل وثيقة مع يهوشوا أوسويتسكي، كاتب البارون. مساعدة منظمة غولا في شراء الأراضي.
بعد قرار هوفاف صهيون في مؤتمر دروسكانيك الذي عقد عام 1887 بفتح مكتب هوفاف صهيون في يافا الذي سيعتني بالمستعمرات، اقترح شموئيل هيرش، مدير ميكفا إسرائيل وممثل البارون، كاتس لهذا المكتب بسبب خبرته الواسعة.
استخدم كاتس علاقاته الوثيقة مع توفيق باشا، حاكم القدس، من أجل عقد لقاء هرتزل مع الإمبراطور فيلهلم الثاني في القدس عام 1898.
قبل ثلاثة أشهر من اندلاع الحرب العالمية الأولى، ذهب إلى ألمانيا بسبب مرض ابنته. في عام 1920، عاد كاتس إلى فلسطين واستقر في بتاح تكفا. بعد وفاته قام الحاخام حاييم سونينفيلد بتأبينه. ودفن كاتس في جبل الزيتون.

### تأسيس بيتح تكفا 1878
في عام 1878، كان كاتس من أوائل مؤسسي مستعمرة بتاح تكفا، إلى جانب غوتمان، وستامفر، وبورنيت، وريجنر، وراب. تمت زراعة الأراضي "من قبل ستامفر وكاتز وراب وريجنر وبقيت عائلاتهم في يافا". كما أشرف كاتز على ملكية زاراخ بورنيت خلال رحلته إلى إنجلترا لخلق مصادر دخل إضافية.
ونظرًا لشجاعته وقوته الكبيرة، تم تعيين كاتس أيضًا ليكون مسؤولاً عن شراء وسائل الإنتاج للمستعمرة. اشترى كاتس حيوانات عاملة في اللد. وبمشورة المهندس الزراعي راجنر، قاموا بشراء المحاريث الأوروبية. وبعد أن تبين أنهم بحاجة إلى ثيران أقوى لتشغيل المحاريث الأوروبية، أُرسل كاتس إلى دمشق لشراء ثيران جديدة.
في عام 1878، قاد كاتس قافلة جمال من قلقيلية تحمل على ظهورها حبوب القمح والشعير لزراعتها. وفي طريقه تعرض لهجوم من قبل القرويين العرب لدى أنطوان بشارة تيان. قرر كاتس مقاضاة مهاجميه. باعتباره مواطن نمساوي، رافقه القنصل النمساوي برفقة طبيبين فحصوه. وكان الحكم بالسجن نصف عام على عشرين من مهاجميه، واعتذر تيان لمستوطني بتاح تكفا ووزراء يافا.
ويعتقد كاتس وآخرون أن سبب الحمى هو قرب مستوطنة بيتاح تكفا من مستنقعات اليركون، لذلك تم شراء أرض يهودية بعيدة عن المياه في عام 1881. في عام 1883 تم بناء 11 منزلاً وحظيرة عليها. تمت مقاضاة كاتز وسالومون بتهمة البناء غير القانوني، لذلك طلبا المساعدة من القنصل النمساوي.
في 29 مارس 1886، هاجم سكان قرية يهودية سكان مستوطنة بتاح تكفا بسبب نزاع على الأرض. وتوجه المستوطنون إلى كاتس وشمعون روكا لتمثيلهم في المحكمة. وأثارت المحاكمة صدى شعبيًا واسعًا. في 19 أبريل 1886، اقترب كاتس وجوتمان وراب وستامبر من القنصل النمساوي وطلبوا مشاركته حتى يمكن إجراء محاكمة عادلة، بهدف تحويل "القضية إلى حادثة دولية".
ساعد كاتس مستوطني بتاح تكفا في توسيع أراضي المستعمرة. في عام 1903، باع كاتس، بالشراكة مع أنطون قصار، 3300 دونم من خلال شركة غيولا لمستوطني بيتح تكفا. وفي عام 1904، اشترى مستوطنو بيتح تكفا 2800 دونم إضافية تسمى "الأراضي الرملية". وساعد كاتس في تسجيل "الأراضي الرملية" في الطابو باسم المستوطنين الذين اشتروها.

### مساعدات لمستعمرات العالية الأولى والثانية

#### وادي حنين (نيس زيونا)
قام رؤوفين لرير بشراء أرض وادي حنين، التي بدأ تطوير نيس زيونا شمالها. ومن أجل إتمام صفقة الشراء، عاد إلى أوديسا في عام 1883، وعهد بممتلكاته وابنه موشيه إلى كاتس. خلال هذه الفترة عاش موشيه مع عائلة كاتس ونتيجة لذلك نشأت علاقات وثيقة بين العائلتين. أشرف كاتس على العمل الزراعي في العقار، وقام بتدريب موشيه على العمل الزراعي.[19] دعا كاتس إلى تنويع الاقتصاد الزراعي وبالتالي بدأ التواصل بين موشيه ليرير وفرسان الهيكل الذين كانوا على دراية بتربية النحل وإنتاج العسل. واصل موشيه ليرر تطوير الفرع وكان أول مربي نحل عبراني. لاحقًا، ساعد كاتس روفين ليرير في المحاكمة ضده بحجة أن النحل يضر بمحصول الحمضيات.

#### غديرا
في 11 كانون الثاني (يناير) 1886، اقترب ممثلو هوفافي صهيون من كاتس ليهتم بالحصول على تراخيص البناء لتشييد المباني الدائمة لمستوطنة غديرا، حيث أنه لا يوجد في المستوطنة سوى حظيرة وكوخ خشبي للعيش وكوخ تم استخدامه كسياج. وكان من معوقات الحصول على رخصة البناء عدم تحديد الحدود البرية بين المستعمرة وأصحاب الأراضي المجاورة: حسني بك، وهو فرنسي يدعى بوليبيرت وسكان كتارا. وصل كاتس إلى غديرا في 24 مارس 1887 للمساعدة في تسوية النزاع. وسافر كاتس إلى غزة عدة مرات من أجل الحصول على تصاريح بناء للمستوطنة. كانت رحلة كاتز الأخيرة مع باينز في 25 يناير 1888، ومن ثم بدأت عملية الحصول على التراخيص.
في أكتوبر 1888، علم كاتس، الذي كان يقيم في يافا في ذلك الوقت، أن سكان قرية مجاورة لغديرا هاجموا مستوطنيها. عمل كاتس على إرسال جنود عثمانيين إلى السياج لحماية المستعمرة. ووصف سكان جيديرا أهمية وصول الجنود، "وتهنئوا الحاخام الأكبر ميخال ليف كاتس، الذي سيلمس كثيرا ويسارع بإرسال القوات إلينا، لأنه لو لم يسارعوا إلى المجيء، فمن يدري ماذا سيحدث" هل ستكون نهاية الحرب؟ لأننا كنا نعرف بوضوح أن القرويين يعتزمون تجديد الحرب علينا بقوة أكبر وشراسة." عمل كاتس كمحامي للمستوطنين في الدعوى المرفوعة ضد المهاجمين. وأجريت المحاكمة في غزة. ووقع شيوخ القرية على الحكم "لأنهم من الآن فصاعدا ضامنون لكل سرقة وشجار يحدث في المستوطنة. والآن سيتمكن أفراد المستوطنة من الاستقرار بسلام وأمان".
في عام 1905، وصل جيديرا إلى أزمة بعد المطالبة بدفع "ضريبة العقد" التي وصلت إلى نسبة 50% من المحصول. وتوجه أهالي جيديرا إلى كاتس لمساعدتهم، لأن "كل "الملحقين" في غزة يطالبون. كلهم يريدون الاستفادة من هذا، كلهم يطالبون كبار السن، وإذا لم يكن الأمر كذلك، فسوف يخبروننا بذلك". كاتس دفع الضريبة من ماله الخاص، وكتب له المستوطنون أنهم سيعيدونها إليه بعد "قبول الماعت المستحقة لكا من أبناء مستوطنينا لصالح الكحال ليتسلمها من أميستريا.. وإلى السيد الفاضل على وجه الخصوص الذي تعب كثيراً ومس فضله لمصلحتنا خاصة ولعودة أهل الحق عامة."

#### بئر طوبيا
وفرضت الحكومة العثمانية "ضريبة العقد" والتي بلغت 12.5% من محصول الأرض وحيواناتها. وقد خصصت منطقة غزة جباية الضريبة بشكل فردي، وبالتالي ارتفعت الضريبة في بعض الأحيان إلى 50%. عانت مستعمرة بير توفيا من سنوات الجفاف ووباء الفئران، وفي عام 1904 وصلت إلى أزمة اقتصادية: هجر المستوطنون، ولم يكن لدى الكثير منهم حيوانات عمل، وغرق معظمهم في ديون ثقيلة. في ضوء توصية ليبونتين، ناشد مستوطنو بئر توفيا كاتس مساعدة المستعمرة حتى تتمكن من التعافي من الأزمة الاقتصادية.
أدار كاتس المستعمرة بين عامي 1905-1907 ونقل ملكية أراضي المستعمرة إلى اسمه. اقترض المال لسداد الديون المستحقة على "ضريبة العقد" ولشراء وسائل الإنتاج النووي للبذر وعمل الحيوانات. خلال موسم الحصاد، كان يعمل جسديًا على جمع المحصول وتخزينه. وبما أن الأرض مسجلة باسمه، كان على العشار أن يجري المفاوضات معه وليس مع المستوطنين، وأن يجمع الضريبة وفق القانون. وكانت العملية التي أجراها كاتس في بئر توفيا لمدة 3 سنوات دون تعويض. وكتب المستوطنون عن أفعاله في الصحيفة "باختصار، لا نهاية لكدحه وكدحه ولا نهاية... لولاه لدمرت مستوطنتنا".
طلب كاتس من المستوطنين تسمية حاخامه وزوج أخته، اللذين لم ينجبا أطفالًا. بئر طوبيا شابين موجودة في التهجئة العربية "بير طوبيا"... لوضع اليد على أحد مؤسسي بيتح تكفا حاخام. ديفيد بار طوبيا غوتمان وذكرى حاخامه طوبيا جداليا فرويند تم قبول العرض عن طيب خاطر ومنذ ذلك الحين ساد اسم بير طوبيا حتى يومنا هذا."

#### عين غانم
وعرضت كاتز بالشراكة مع أهالي كفار بيجا للبيع على شركة غيولا أرضًا بمساحة 2500 دونم لم تشتريها بسبب قلة الإمكانيات. تم شراء هذه الأرض من قبل شاهد من عفك عام 1908، وتم إنشاء أول موشاف عين غنيم على مساحة 500 دونم منها، وكان إتمام الصفقة مهمًا جدًا لكاتس لدرجة أنه بقي في قرية بيجا العربية في يوم الغفران.

### تأسيس الأحياء حيازة الأراضي

#### الأحياء: زخرون طوفيا، شعاري تسيدك، شبات أخيم
رفع كاتس دعوى لدى المحكمة العثمانية بتاريخ 16/03/1899 ضد ورثة يوسف ريفلين قائلاً: "بما أن يوسف ريفلين المذكور على قيد الحياة، فقد زدت سلطته وسمحت له بشراء أراضي خاصة خارج [أسوار] القدس وبناء المباني" هناك على نفقتي حسب رغبته. نعم سمحت له بتسجيل سندات [الملكية] القانونية باسمه دون أي ذكر لاسمي، وقام بالشراء والبناء والتسجيل باسمه، وذلك بموجب تفويض المحامي والرخصة، الجزء غير المحدد بأكمله وسعره النصف [يساوي] حصة واحدة من الدفعتين."
أقيمت الأحياء على هذه الأراضي: زخرون طوفيا المبنية على أرض "كرم الأراك"؛ تم بناء شعاري تسيدك على أرض كرم آدم؛ تم بناء سبت أخيم على أرض "كرم السدان". تم بناء المنازل والصهاريج في هذه الأحياء. والدليل على صحة ادعاءات كاتس كان توقيع يوسف ريفلين في كتاب الكلية الذي يؤكد شراء كاتس للعقارات منذ عام 1896. تسجيل الأرض منذ البداية باسم شو يوسف ريفلين وليس باسم كاتس كان بسبب الحظر العثماني على تسجيل الأراضي باسم من ليسوا مواطنين في الإمبراطورية.
قام كاتس ببناء هذه الأحياء بالشراكة مع موشيه ميلتزر كانترويتز.
تم إعطاء اسم حي توفيا التذكاري على أنه "يد لوالد الحاخام ديفيد جوتمان ومعلمه والحاخام توفيا جيداليا فرويند" الذين لم ينجبوا أطفالًا.

#### أخوزات بيت
أخوزات بيت هو حي يهودي تأسس خارج أسوار يافا عام 1909. ويعتبر تاريخ تأسيسه هو تاريخ تأسيس مدينة تل أبيب. أبرم أول عقد بيع بأرض كرم جبالي لبناء منزل في 23 سبتمبر 1906 بين البائعين: أهارون زيليج إيتنغر وديفيد شليزنغر ومردخاي تاننباوم. وبين المشترين "عكيفا آرييه وايس، مائير ديزنغوف وإسحاق هايوتمان". 
واجه تحقيق الصفقة صعوبات بسبب البيروقراطية العثمانية. طلب اثنان من البائعين الخروج من الصفقة بسبب الصعوبات. ولجأ البائعون إلى كاتس بسبب خبرته ومهاراته في إدارة المعاملات العقارية مع السلطات العثمانية. بدأ كاتس بمساعدة البائعين في الحصول على وثيقة ملكية الأرض وتراخيص البناء وطلب المساعدة من القنصل النمساوي.
وفي 17 أغسطس 1908، أعلن شليزنغر وإتينغر انسحابهما من الصفقة، وفي 20 أكتوبر 1908، وافقت الجمعية على انضمام كاتس كشريك رسمي لتانينباوم. وفي 24 سبتمبر 1908، تم قبول وثيقة ملكية الأرض. وفي 11 أبريل 1909، أجريت القرعة الحصول على قطع الأراضي.